# John Savage (2e comte Rivers)
Pour les articles homonymes, voir John Savage.
John Savage, 2e comte Rivers (25 février 1603 - 10 octobre 1654) est un riche homme politique anglais et royaliste du Cheshire.

## Famille
Il est le fils de Thomas Savage, 1er vicomte Savage, et de son épouse Elizabeth, fille de Thomas Darcy (1er comte Rivers). Il est né le 25 février 1603 et baptisé le 11 mars 1603 dans la paroisse Saint Botolph without Bishopsgate, à Londres . Il succède à son père comme vicomte Savage en 1635 et devient comte Rivers à la mort de son grand-père en 1640, par un reliquat de son père et de ses héritiers .
En 1626, il épouse Catherine, fille de William Parker, 5e baron Monteagle de son épouse Elizabeth, fille de Sir Thomas Tresham, et ils ont huit enfants, dont:
1. Thomas Savage, 3e comte Rivers
2. Jane, qui épouse George Brydges, 6e baron Chandos, puis William Sidley, 4e baronnet et, en troisièmes noces, George Pitt (1625-1694)
3. Elizabeth, qui épouse William Petre (4e baron Petre)
4. Catherine, qui épouse Charles Sedley, 5e baronnet
5. Mary, qui épouse Henry Killigrew, valet de chambre de Jacques II, fils de Thomas Killigrew.

En 1647, il épouse en secondes noces Mary, fille de Thomas Ogle, et ils ont un enfant, Peter.

## Carrière
Il appartient à une famille catholique. Lui et sa famille possèdent des terres en Irlande et en Angleterre. Il fait ses études à Oxford et devient député de Cheshire. La famille Savage est seigneur du manoir de Frodsham.
Intendant de Halton, il vit au château de Halton, près de Runcorn. Parmi les autres propriétés, il y a le manoir de Rocksavage à Clifton près de Runcorn, qui est transmis par sa famille. Rocksavage est semblable en apparence à Brereton Hall, qui est construit à la même époque.
En 1639/40, il est nommé à un comité chargé d'enquêter sur les plaintes déposées contre Charles Ier. En 1641, son allégeance revient à Charles et, en 1642, il reçoit la commission du roi de lever un régiment de fantassins dans le Cheshire et dans le Kent. Il s’agit d’une force nombreuse et bien équipée, bien entraînée et composée d’officiers expérimentés qui ont déjà servi en Europe et en Irlande. Le Régiment d'infanterie du comte Rivers est là le jour où le roi lève son étendard à Nottingham et sert dans de grandes batailles par la suite.
Quand il revient dans le Cheshire, il nomme le capitaine Walter Primrose au commandement du château de Halton et le fortifie. Le château est tombé sous deux sièges parlementaires, le premier dirigé par Sir William Brereton en 1643. Les parlementaires occupent le château pendant un moment, puis, après avoir appris l'approche de forces royalistes supérieures dirigées par Prince Rupert, ils l'abandonnent. Les royalistes refusent à leur tour de se retirer de Halton et les parlementaires occupent de nouveau le château. Avec Halton Castle sous contrôle parlementaire et Rocksavage en ruine, le comte Rivers se retire dans le château de Frodsham et ne prend aucune part à la guerre civile. Il y meurt le 10 octobre 1654. Quelques heures après sa mort, son corps reposant à l'intérieur, le château est incendié et complètement détruit. Le corps est sauvé, puis enterré en privé deux jours plus tard à Macclesfield.